# Raach am Hochgebirge
Raach am Hochgebirge ist eine Gemeinde mit 323 Einwohnern (Stand 1. Jänner 2025) im Bezirk Neunkirchen in Niederösterreich.

## Geografie
Raach am Hochgebirge liegt südlich von Gloggnitz im niederösterreichischen Industrieviertel. Das Gemeindegebiet befindet sich an der Grenze zwischen den landschaftlichen Großräumen der Buckligen Welt und des Semmeringgebietes. Der Raachbach formt das aus Norden kommende Raachtal aus und mündet bei Otterthal in den Otterbach.
Die Fläche der Gemeinde umfasst 13,25 Quadratkilometer. 70,37 Prozent der Fläche sind bewaldet.

### Gemeindegliederung
Das Gemeindegebiet umfasst folgende vier Ortschaften (in Klammern Einwohnerzahl Stand 1. Jänner 2025):
- Raach am Hochgebirge (174)
- Schlagl (79)
- Sonnleiten (65)
- Wartenstein (5)

Die Gemeinde besteht aus den Katastralgemeinden Raach, Sonnleiten und Wartenstein.

### Nachbargemeinden
| Gloggnitz   | Enzenreith                                  | Altendorf            |
| Schottwien  | Kompassrose, die auf Nachbargemeinden zeigt | Kirchberg am Wechsel |
| Trattenbach | Otterthal                                   |                      |

## Geschichte
Im Altertum war das Gebiet Teil der Provinz Noricum. Um 1130 wurde Raach erstmals urkundlich erwähnt.
Am 1. Jänner 1971 wurden die Gemeinden Raach am Hochgebirge und Trattenbach zu Otterthal eingemeindet. Am 1. Jänner 1985 wurden diese beiden Gemeinden wieder selbstständig. Grund war ein Erkenntnis des Verfassungsgerichtshofs.

### Bevölkerungsentwicklung
| Raach am Hochgebirge: Einwohnerzahlen von 1869 bis 2025 | Raach am Hochgebirge: Einwohnerzahlen von 1869 bis 2025 | Raach am Hochgebirge: Einwohnerzahlen von 1869 bis 2025 | Raach am Hochgebirge: Einwohnerzahlen von 1869 bis 2025 | Raach am Hochgebirge: Einwohnerzahlen von 1869 bis 2025 |
| ------------------------------------------------------- | ------------------------------------------------------- | ------------------------------------------------------- | ------------------------------------------------------- | ------------------------------------------------------- |
| Jahr                                                    |                                                         |                                                         |                                                         | Einwohner                                               |
| 1869                                                    | 1869                                                    |                                                         | 467                                                     | 467                                                     |
| 1880                                                    | 1880                                                    |                                                         | 480                                                     | 480                                                     |
| 1890                                                    | 1890                                                    |                                                         | 426                                                     | 426                                                     |
| 1900                                                    | 1900                                                    |                                                         | 483                                                     | 483                                                     |
| 1910                                                    | 1910                                                    |                                                         | 508                                                     | 508                                                     |
| 1923                                                    | 1923                                                    |                                                         | 477                                                     | 477                                                     |
| 1934                                                    | 1934                                                    |                                                         | 481                                                     | 481                                                     |
| 1939                                                    | 1939                                                    |                                                         | 481                                                     | 481                                                     |
| 1951                                                    | 1951                                                    |                                                         | 457                                                     | 457                                                     |
| 1961                                                    | 1961                                                    |                                                         | 444                                                     | 444                                                     |
| 1971                                                    | 1971                                                    |                                                         | 361                                                     | 361                                                     |
| 1981                                                    | 1981                                                    |                                                         | 325                                                     | 325                                                     |
| 1991                                                    | 1991                                                    |                                                         | 323                                                     | 323                                                     |
| 2001                                                    | 2001                                                    |                                                         | 304                                                     | 304                                                     |
| 2011                                                    | 2011                                                    |                                                         | 290                                                     | 290                                                     |
| 2021                                                    | 2021                                                    |                                                         | 303                                                     | 303                                                     |
| 2025                                                    | 2025                                                    |                                                         | 323                                                     | 323                                                     |
| Quelle(n): Statistik Austria, Gebietsstand 1.1.2021     |                                                         |                                                         |                                                         |                                                         |

### Religion
Nach den Daten der Volkszählung 2001 sind 91,8 % der Einwohner römisch-katholisch und 3,3 % evangelisch. 0,3 % sind Muslime. 4,6 % der Bevölkerung haben kein religiöses Bekenntnis.

## Kultur und Sehenswürdigkeiten

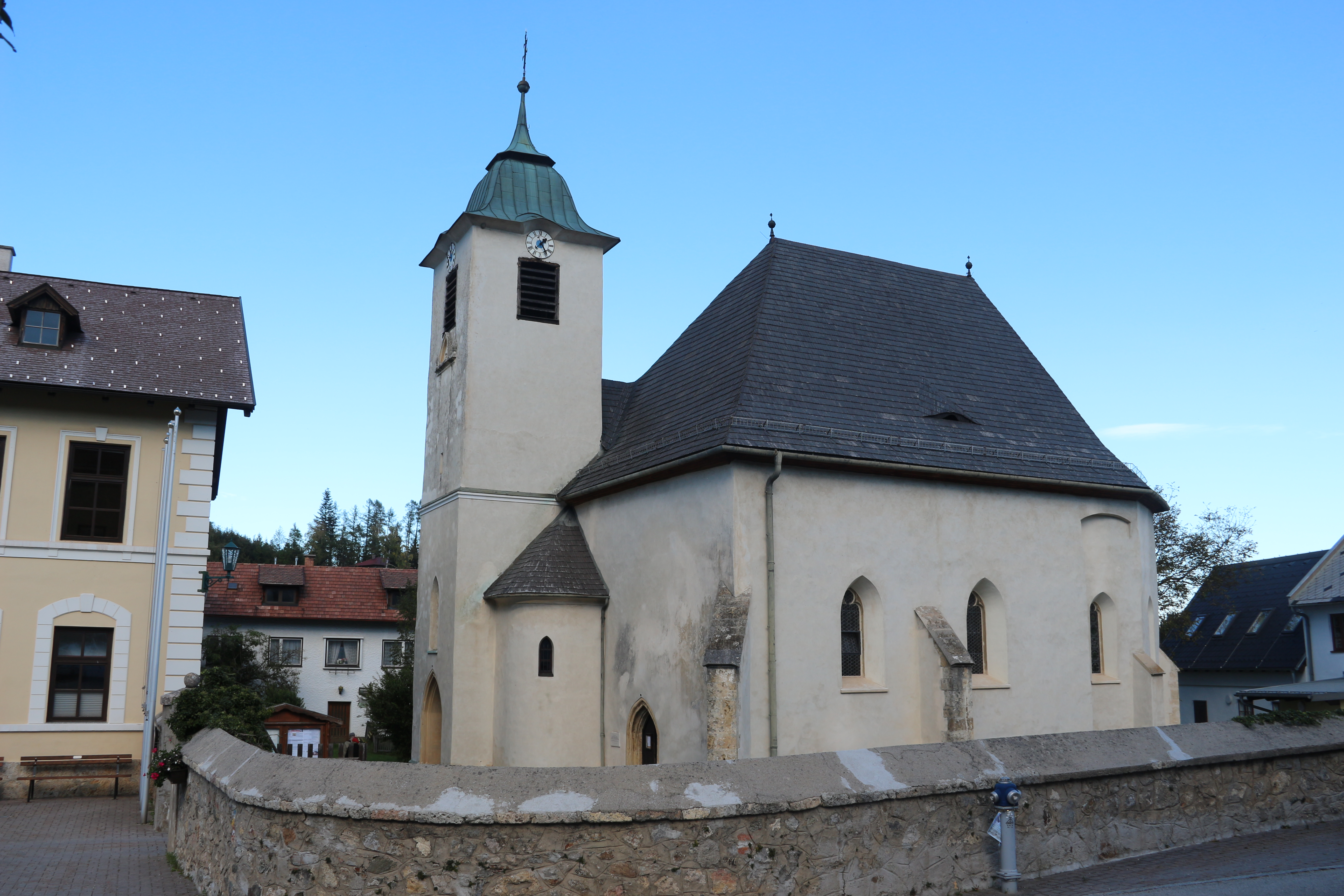
Pfarrkirche Raach am Hochgebirge

- Katholische Pfarrkirche Raach am Hochgebirge hl. Ägydius
- Burg Wartenstein

### Regelmäßige Veranstaltungen
- Im Seminarzentrum Raach findet jährlich die Österreichische Mathematik Olympiade statt.
- In der Adventszeit veranstaltet der Kirchenchor Raach in der Pfarrkirche das Adventsingen.

## Wirtschaft
Nichtlandwirtschaftliche Arbeitsstätten gab es im Jahr 2001 10, land- und forstwirtschaftliche Betriebe nach der Erhebung 1999 37. Die Zahl der Erwerbstätigen am Wohnort betrug nach der Volkszählung 2001 132. Die Erwerbsquote lag 2001 bei 43,75 Prozent.

### Tourismus
Mit dem Nordalpenweg führt ein österreichischer Weitwanderweg durch die Gemeinde.

## Politik

### Gemeinderat
Der Gemeinderat hat 13 Mitglieder.
- Mit den Gemeinderatswahlen in Niederösterreich 1990 hatte der Gemeinderat folgende Verteilung: 11 ÖVP, und 2 SPÖ.
- Mit den Gemeinderatswahlen in Niederösterreich 1995 hatte der Gemeinderat folgende Verteilung: 11 ÖVP, und 2 SPÖ.[4]
- Mit den Gemeinderatswahlen in Niederösterreich 2000 hatte der Gemeinderat folgende Verteilung: 10 ÖVP, und 3 SPÖ.[5]
- Mit den Gemeinderatswahlen in Niederösterreich 2005 hatte der Gemeinderat folgende Verteilung: 9 ÖVP, und 4 SPÖ.[6]
- Mit den Gemeinderatswahlen in Niederösterreich 2010 hatte der Gemeinderat folgende Verteilung: 10 ÖVP, und 3 SPÖ.[7]
- Mit den Gemeinderatswahlen in Niederösterreich 2015 hatte der Gemeinderat folgende Verteilung: 10 ÖVP, und 3 SPÖ.[8]
- Mit den Gemeinderatswahlen in Niederösterreich 2020 hatte der Gemeinderat folgende Verteilung: 10 ÖVP, und 3 SPÖ.[9]
- Mit den Gemeinderatswahlen in Niederösterreich 2025 hat der Gemeinderat folgende Verteilung: 10 ÖVP und 3 SPÖ.[10]

### Bürgermeister
- 2000–2018 Rupert Dominik (ÖVP)
- seit 2019 Thomas Stranz (ÖVP)[11]

## Öffentliche Einrichtungen
In Raach befindet sich ein Kindergarten.